# Камбарка
Камбарка (рус. Камбарка) град је у Русији у Удмуртији. Према попису становништва из 2010. у граду је живело 11021 становника.

## Становништво
| 1939. | 1959.  | 1970.  | 1979.  | 1989.  | 2002.  | 2010.  |
| ----- | ------ | ------ | ------ | ------ | ------ | ------ |
| 9.400 | 13.385 | 14.121 | 12.960 | 13.258 | 12.636 | 11.021 |